# میگل ماریاگا
میگل ماریاگا (اسپانیایی: Miguel Marriaga‎؛ زادهٔ ۶ ژوئن ۱۹۸۴) بازیکن بسکتبال اهل ونزوئلا است.
وی در مسابقات کشوری و بین‌المللی در مجموع برندهٔ ۲ مدال طلا، ۱ مدال نقره، ۲ مدال برنز شده‌است.